# Darkest of Angel
Darkest of Angel è un album in studio del gruppo musicale statunitense Dead by Wednesday, pubblicato nel  2016 dalla EMP Label Group.

## Tracce
1. The Beginning of the End – 1:48
2. Live Again – 3:52
3. Donner's Pass – 4:51
4. Self Medicate – 4:09
5. Power Troopers – 3:27
6. Darkest of Angels – 5:30
7. The Surgeon – 2:48
8. Defining Fire – 3:23
9. Chosen – 4:22
10. Phoenix Rising – 3:11
11. You Must Like Suffering – 5:08
12. Break When I'm Dead – 5:15

## Formazione
- Rob Roy - voce
- Marc Rizzo - chitarra
- Michael Modeste - basso
- Christian Lawrence - batteria